# Márkus Miksa
Márkus Miksa (Pest, 1868. június 10. –  Budapest, 1944. április 27.) magyar újságíró, lapszerkesztő.
Márkus Géza építész és Márkus Dezső karmester bátyja.

## Élete
Márkus Ignác üvegkereskedő és Kohn Anna fia. Egyetemi tanulmányainak befejezése után 1891-ben belépett a Magyar Hírlap szerkesztőségébe, melynek majdnem minden rovatába dolgozott. Később a lap főszerkesztője és kiadótulajdonosa lett. 1923-ban megvált a Magyar Hírlaptól. 1926-tól a Pesti Hírlap főmunkatársa, majd az 1940-es évek elejéig szerkesztője volt. 1908-ban publicisztikai tevékenységéért megkapta az udvari tanácsosi címet. 1912-től a Budapesti Újságírók Egyesületének-, majd 1918-tól a Magyarországi Újságírók Egyesületének elnöki, valamint hosszú ideig az Otthon Írók és Hírlapírók Körének főtitkári tisztét is betöltötte.
Fiatal korában polémikus hangú színházi és zenei kritikáival keltett feltűnést. A lapokban számos novellája jelent meg; magyarra fordította Hermann Sudermann Otthon (Heimat) című színművét.
A Nemzetközi Újságíró Szövetség (Fédération Internationale des Journalists, FIJ) 1933. évi budapesti kongresszusának szervezéséért a francia Becsületrend lovagi címével tüntették ki 1934-ben.
”Márkus Miksa háza vendégszeretetben gazdag, zugligeti villája afféle nyári irodalmi és politikai szalon… Valóban, a politikusok bizalmi férfia volt Márkus Miksa, mert az újságírónak nemcsak az a fényes tulajdonsága volt meg benne, hogy mindig mindenről kitűnően volt és van tájékozva, hanem az a megbízhatóság is, amellyel a bizalmas politikai információkat meg tudta őrizni.”
1944-ben Budapesten hunyt el szívbénulás, vastagbéldaganat következtében. Gyászhírét a napilapok közölték.